# Коглан, Имонн
Имонн Кристофер Коглан (англ. Eamonn Christopher Coghlan; род. 21 ноября 1952, Дримна) — ирландский легкоатлет, специалист по бегу на средние и длинные дистанции. Выступал за сборную Ирландии по лёгкой атлетике в 1974—1993 годах, чемпион мира, победитель Кубка мира, серебряный призёр чемпионата Европы, чемпион Европы в помещении, действующий рекордсмен Европы в беге на 1 милю в помещении, участник трёх летних Олимпийских игр. Также известен как политик, член Сената Ирландии.

## Биография
Имонн Коглан родился 21 ноября 1951 года в городском районе Дримна в Дублине, Ирландия. Учился в независимой католической школе St. Vincent’s C.B.S. в Гласневине. В детстве дружил с Брайаном Керром, который впоследствии стал известным футбольным тренером.
Начинал спортивную карьеру в легкоатлетическом клубе «Селтик», затем перешёл в Donore Harriers. В 1970 году выигрывал студенческое первенство провинции Ленстер по кроссу и бегу на 5000 метров. В следующем сезона стал всеирландским чемпионом в дисциплинах 1500 и 5000 метров.
В 1971 году со спортивной стипендией поступил в Университет Вилланова, тренировался с местной легкоатлетической командой под руководством известного тренера Джеймса Эллиотта, успешно стартовал на различных студенческих соревнованиях в США.
Впервые завил о себе на международном уровне в сезоне 1974 года, когда вошёл в состав ирландской сборной и выступил в беге на 5000 метров на чемпионате Европы в Риме.
Благодаря череде успешных выступлений в 1976 году удостоился права защищать честь страны на летних Олимпийских играх в Монреале — в финале дистанции 1500 метров показал время 3:39.51, расположившись в итоговом протоколе соревнований на четвёртой строке.
В 1977 году в дисциплине 1500 метров финишировал восьмым на чемпионате Европы в помещении в Сан-Себастьяне.
В 1978 году в 1500-метровом беге с личным рекордом 3:36.57 завоевал серебряную награду на чемпионате Европы в Праге, уступив в финале только британцу Стиву Оветту.
В 1979 году одержал победу на чемпионате Европы в помещении в Вене, занял 70-е место на домашнем чемпионате мира по кроссу в Лимерике.
В 1980 году принял участие в Олимпийских играх в Москве — в финале бега на 5000 метров показал четвёртый результат.
В 1981 году на соревнованиях в Сан-Диего установил мировой рекорд в беге на 1500 метров в помещении — 3.35,6, позднее победил на Кубке мира в Риме.
В 1983 году на соревнованиях в Ист-Ратерфорде установил ныне действующий национальный рекорд Ирландии и рекорд Европы в беге на 1 милю в помещении — 3:49.78. Стартовал на впервые проводившемся чемпионате мира по лёгкой атлетике в Хельсинки — в финале дисциплины 5000 метров с результатом 13:28.53	превзошёл всех соперников и завоевал золото.
В 1987 году бежал 1500 метров на чемпионате мира в помещении в Индианаполисе, в финал не вышел.
В 1988 году отметился выступлением на Олимпийских играх в Сеуле, в программе бега на 5000 метров дошёл до стадии полуфиналов.
Завершил спортивную карьеру по окончании сезона 1993 года.
Впоследствии занимался бегом на ветеранском уровне, проявил себя как тренер по лёгкой атлетике и общественный деятель, неоднократно приглашался в качестве эксперта комментировать легкоатлетические соревнования на телеканале Raidió Teilifís Éireann.
В мае 2011 года премьер-министром Кенни назначен сенатором. Изначально выступал в качестве независимого политика, но феврале 2012 года присоединился к партии «Фине Гэл».